# Nudochernes spalacis
Espèce
Nudochernes spalacis est une espèce de pseudoscorpions de la famille des Chernetidae.

## Distribution
Cette espèce est endémique du Israël.

## Description
Les mâles mesurent de 2 à 2,2 mm et les femelles de 2,8 à 3 mm.

## Publication originale
- Beier, 1955 : Über Pseudoscorpione aus Syrien und Palästina. Annalen des Naturhistorischen Museums in Wien, vol. 60, p. 212-219 (texte intégral).